# 六本木キャバクラ天使
六本木キャバクラ天使（ろっぽんぎキャバクラてんし）は、テレビ朝日系列で1999年1月9日～3月にウイークエンドドラマ枠で放送されたテレビドラマである。

## キャスト
- 明日香:今井恵理
- 未来:瑠川あつこ
- 千秋:MIKI
- 花子:峯村リエ
- ラム:野本美穂
- ジュリ:石川瞳
- 小豆:益子梨恵
- 田子：遠山俊也
- 北尾：飯田基祐
- 岡山はじめ
- 伊東四朗
- 佐戸井けん太
- ラッキィ池田
- 上杉祥三
- ぴろき

## スタッフ
- 演出：池添博（5年D組）・阿部雄一（5年D組）、中嶋豪（テレビ朝日）
- 脚本：樫田正剛 、吉田玲子
- 音楽：桜庭統
- 技術協力：東通
- プロデューサー：中嶋豪（テレビ朝日）・大野秀樹（5年D組）
- 製作：テレビ朝日、5年D組

## 主題歌
- Message～ふぞろいな天使たち～ VANITY

## サブタイトル
| テレビ朝日 日曜日0：40～1：10枠（土曜深夜） | テレビ朝日 日曜日0：40～1：10枠（土曜深夜）          | テレビ朝日 日曜日0：40～1：10枠（土曜深夜） |
| 前番組                                      | 番組名                                               | 次番組                                      |
| ------------------------------------------- | ---------------------------------------------------- | ------------------------------------------- |
| なっちゃん家                                | 六本木キャバクラ天使 ※本作品までウイークエンドドラマ | リングの魂 ※1：10～1：40枠から移動          |
| テレビ朝日 深夜のテレビドラマ               |                                                      |                                             |
| なっちゃん家                                | 六本木キャバクラ天使 ※本作品までウイークエンドドラマ | 千年王国III銃士ヴァニーナイツ ※土曜2:00 -   |